# Hello, Sister!
 Hello, Sister! és una pel·lícula estatunidenca d'Erich von Stroheim estrenada el 1933. És la seva última pel·lícula, i l'única sonora. Està inspirada en una obra teatral de Dan Powell titulada Walking Down Broadway.
El productor, Winfield Sheehan, va ser reemplaçat per Sol Wurtzel entre el començament del rodatge i la distribució de la pel·lícula, i com aquest nou productor era hostil al director austro-americà, va demanar a Alfred Werker refer-la: així, la pel·lícula va ser mutilada, nombroses escenes no són de von Stroheim, i altres cineastes (Alfred Werker, Raoul Walsh i Alan Crosland) han aportat la seva pedra a l'edifici.

## Argument
Una jove convenç la seva amiga d'anar a passejar totes dues a Broadway. No triguen a atreure l'atenció de dos amics.

## Repartiment
- James Dunn: Jimmy
- ZaSu Pitts: Millie
- Boots Mallory: Peggy
- Terence Ray: Mac
- Minna Gombell: Mona

## Crítica
I llavors va haver-hi so. Erich von Stroheim introduïa l'alba tecnològica de Hollywood amb una reputació ferida i un ínfim subministrament d'opcions. Considerat una "nota a peu de pàgina problemàtica" (Jonathan Rosenbaum) en l'obra de von Stroheim, Hello, Sister! és un artefacte mestís, una versió canviada del "Walking Down Broadway " de von Stroheim. El subsegüent fracàs d'aquest híbrid curiós de talent de von Stroheim i de l'estudi que l'emblanquinava era la clau ressonant al taüt de la seva carrera com a director. Mai més no aconseguiria rodar en el nou escenari.
"Hello, Sister!" descriu un d'aquells tímids, inarticulats drames romàntics en el qual James Dunn pot ser tan autèntic i tan ingenu. Jimmy és un noi que pot expressar les emocions bàsiques en unes quantes frases com "Gee"!, "That's great!"! i "I think you're swell." Ella acaba d'arribar a la ciutat. Els dos estan desesperadament sols enmig de les multituds de ciutat. S'enamoren amb torpesa després d'una reunió informal a Broadway, el noi ansiós de deixar Peggy saber que no fa una pràctica de recuperar-se estrany que les noies i la noia ansiosa de fer Jimmy creguin que l'incident no és una reflexió sobre el seu caràcter.